# Tunde Idiagbon
Tunde Idiagbon (14 de setembro de 1942 - 24 de março de 1999) foi um militar nigeriano, membro de juntas militares que governaram seu país de 1966-1979 e 1983-1998.